# SMV
SMV je americká jazzová basová superskupina založená v roce 2008. Jejími členy jsou Stanley Clarke, Marcus Miller a Victor Wooten, název je vytvořen z počátečních písmen křestních jmen členů kapely. 12. srpna 2008 vydali SMV své debutové album Thunder.